# Sharks Lattes-Montpellier
Ne doit pas être confondu avec Montpellier Méditerranée Métropole rugby XIII ou Montpellier Fire Sharks.
Maillots
Le club Sharks-Lattes  Montpellier (« les requins de Lattes-Montpellier ») est un club de rugby à XIII fondé en 2019 par Julien Lasserre, également Président du Club au début des années 2020.
Il s’agit initialement d’un projet sportif de créer une équipe de rugby à XIII de haut niveau dans la partie Est du Sud Méridional[Quoi ?].
Pressentis pour intégrer directement l’Élite 1, (intégration sur cahier des charges, et non par promotion, à la manière d'une franchise), les « Requins » évoluent finalement lors de la saison 2019-2020 en Division Nationale 1, soit la troisième division en France de rugby à XIII.
Les joueurs du club s'entrainent et jouent leurs matchs de championnat sur différents terrains ( Lattes…), le premier match à domicile ayant été joué au stade de rugby de la Faculté de Pharmacie de Montpellier.
Le club, en étroite collaboration avec la ville de Lattes, devait utiliser les infrastructures de Maurin à partir de la saison 2020-2021[réf. nécessaire].
En 2021 le club rejoint l'Élite 2, mais il  enregistre un forfait général à la suite de trois forfaits en championnat.
En 2022, les calendriers communiqués par la Fédération française de rugby à XIII pour la saison 2022-2023  annoncent la participation du club en division Nationale.
Mais le club est déclaré forfait en 2022.
Il revient en 2023 et il est de nouveau déclaré forfait.

## Histoire
Fin octobre 2018, un projet de club semble se matérialiser.
À ce sujet, le quotidien Midi Libre indique, dans un article du 11 novembre 2018, « qu'une rumeur est sortie sur la mise en route d'un autre club élite à Montpellier de rugby à XIII avec un ancien entraîneur des Diables rouges, Julien Lassere, parti en cours de saison 2016-2017 ». La présidente du club écarte cette possibilité, indiquant qu'il n'était pas question pour le club de céder les droits .
En 2019, l'idée de la création d'un nouveau club, les « Montpellier Sharks », est remise au goût du jour par Julien Lassere et un ancien joueur quinziste, Samuel Soulier, projet dont le site internet Treize Mondial se fait l'écho et qui semble se concrétiser au mois d'avril 2019.
Dans la presse locale, un budget de 400 000 € est annoncé, ainsi que le dépôt des statuts de la nouvelle association et un accès direct à l’Élite 1. Le club obtient le soutien de nombreux partenaires privés, dont la Chambre de commerce locale. Le projet, « observé en haut lieu avec curiosité », est présenté au mois de mai 2019  au Bureau fédéral de la Fédération française de rugby à XIII, pour être ensuite présenté au Comité directeur de la même fédération.
Lors de la publication des calendriers de la saison 2019-2020 par la Fédération française de rugby à XIII, il apparait que les Sharks joueront finalement en division nationale (autrement dit en troisième division) pour leur première saison d'existence. Ils joueront en effet dans la poule « Est ».
Le club rencontre des difficultés lors de la première saison sportive notamment pour trouver un terrain dédié pour ses matchs à domicile. Les « Requins » finiront par poser leurs valises au Stade Maurin. La première victoire historique du club sera enregistrée le 15 décembre 2019 en Coupe Paul Dejean, face à Caumont-Cavaillon (22-14). Cependant, la première saison des « Sharks » n’arrivera pas jusqu’à son terme en raison de la crise sanitaire du COVID-19.
Pour sa deuxième saison en Division Nationale 1, le club se structure et renforce son effectif avec l’arrivée de nouveaux joueurs tels que le néocalédonien Axel Mauvaka ou bien Yoan Oliger passé par Baho XIII évoluant en Élite 2. Le club héraultais comptera tout au long de cette nouvelle saison sur le stade Maurin mis à disposition par la ville de Lattes.

## Saisons sportives

### Saison 2019-2020
Lors de cette première saison officielle, le club connait quelques difficultés sportives. Il faudra attendre le 15 décembre 2019 pour que le club enregistre son premier succès historique en Coupe Paul Dejean, face à Caumont-Cavaillon (22-14).
L'arrêt de la compétition due au COVID-19 ne permettra pas au club d'aller au-delà.
L'effectif de la première année du club en championnat de France s'annonce particulièrement mouvant : si de nombreux noms et recrutements sont annoncés,,, on note cependant qu'un certain nombre de joueurs quitteront ensuite le club, et même des membres de l'encadrement comme Adel Fellous.
La saison est mitigée, mais le club espère continuer à progresser dans les années à venir avec un projet de développement. Certains joueurs quittent le club avec un goût d'inachevé. Un autre reconnaîtra un « bilan mitigé  , et que ce fut « une saison compliquée » pour plusieurs raisons « comme ne pas avoir de terrain dès l’entame de la saison ».

### Saison 2020-2021
Avant même la fin de la crise du Covid, qui a entrainé l'arrêt de tous les championnats de France, le club annonce différents recrutements. Il annonce ainsi l'arrivée de différents joueurs issus du rugby à XV, Javier Gerico del Rio, un ouvreur espagnol, le néocalédonien Axel Mauvaka et Charafeddine Aloui, un junior du Toulouse Olympique. Le club semble poursuivre sa stratégie d'accueillir des joueurs polynésiens, et cela  débouche sur un partenariat avec Pacifique XIII.
Le club parraine également certains évènements. Comme la rencontre des Déesses catalanes contre une sélection du Cameroun, présentée comme « l’unique activité de sport organisé en marge du 28e sommet Afrique-France qui se tiendra à Montpellier en octobre 2021 ». Néanmoins, cet évènement ne verra jamais le jour et sera remplacé par un tournoi de jeunes d'équipes locales.
En 2021, le club est administrativement promu en Élite 2.

### Saison 2021-2022 et forfait général
Le club doit débuter le championnat en rencontrant l'équipe de Carpentras le week-end du 18-19 septembre 2021.
Néanmoins, le club déclare forfait en raison de la Covid 19, à la suite de cas contacts, provoquant la colère de l'entraineur de Carpentras, l'équipe adverse.
Lors de son deuxième match en déplacement, il est lourdement battu 74-10 par Baho.
Au mois de novembre, le club enregistre un nouveau forfait face à Pia. Malgré une demande de report de match envoyée à la commission de la FFR XIII, celle-ci est refusée mettant fin à la saison des Sharks.
En effet, le club est forfait pour une troisième fois. Ce qui est synonyme de forfait général, la commission fédérale ayant estimé qu'un manque d'effectif n'était pas un motif « valable ».
Auparavant l'un des deux entraineurs, Ludovic Pena, avait quitté le club.
Un ancien joueur, Maxence Ballet, émet quant à lui un constat sévère à l'égard du management et des conditions matérielles des joueurs,.

### Retour annoncé mais avorté pour  la saison 2022-2023
En septembre 2022, la fédération française communique les calendriers de la saison 2022-2023 : les Sharks y sont annoncés comme participants à la division Nationale.
Néanmoins, la représentante d'un club participant à la même poule annonce que les Sharks seront forfaits.
Puis, les Sharks sont de nouveau annoncés ; ils entament alors une série de trois forfaits, le premier report qu'il demande face à Saint-Martin-de Crau étant refusé.
Le club est donc déclaré forfait en 2023.

### Redémarrage en 2024 sous le nom de «Montpellier Hérault Rugby League»?
Au cours de l'été, le site Treize Mondial  annonce l'existence d'un nouveau club sur Montpellier et fait le lien avec les « ex Sharks de Montpellier ».
Il apparait que cette structure a plus ou moins les mêmes dirigeants et cultive une certaine homonymie avec l'autre club de rugby de la ville.

## Audiographie
Interview de Julien Lasserre, Président du club, sur Radio Aviva en 2019